# Villaluenga (Burgos)
Villaluenga es una localidad del municipio burgalés de Valle de Losa, en la Comunidad Autónoma de Castilla y León (España). 
La iglesia está dedicada a santa María.

## Localidades limítrofes
Confina con las siguientes localidades:
- Al noreste con Calzada y San Llorente.
- Al suroeste con Río de Losa.
- Al noroeste con Robredo de Losa.

## Demografía
Evolución de la población
| Gráfica de evolución demográfica de Villaluenga entre 2000 y 2017  |
|                                                                    |
| Población de derecho (2000-2017) según el padrón municipal del INE |

## Historia
Así se describe a Villaluenga en el tomo XVI del Diccionario geográfico-estadístico-histórico de España y sus posesiones de Ultramar, obra impulsada por Pascual Madoz a mediados del siglo XIX:

Lugar en la provincia, audiencia territorial, capitanía general y diócesis de Burgos (16 leguas), partido judicial de Villarcayo (4 ½), ayuntamiento de la Junta de Río de Losa (1/4). Situado en un valle, con buena ventilación y clima frío, pero sano, y se sufren constipados y pulmonías. Tiene 7 casas y una iglesia parroquial (Santa María) servida por un cura párroco. El término confina N San Lorente; E Robeda, provincia de Álava; S el río Losa, y O Robredo; en él se encuentra una ermita (La Magdalena). El terreno es de mediana calidad; le baña un arroyo que desagua en el Ebro; la parte montuosa está poblada de encinas y pinos. Los caminos son locales. El correo se recibe de Villarcayo por medio de valijero. Producciones: cereales y legumbres; cría ganado vacuno, cabrío y lanar, y caza mayor y menor. Población: 6 vecinos, 23 almas. Capital productivo: 191.000 reales. Imponible: 18.448.
Diccionario geográfico-estadístico-histórico de España y sus posesiones de Ultramar